# 京都市立北野中学校
京都市立北野中学校（きょうとしりつ きたのちゅうがっこう）は、京都府京都市中京区にある公立中学校。

## 概要
- 「双樹」と称するエノキとムクノキの並び立った古木があり、同校のシンボルとして親しまれてきた。樹齢は約200年。しかし2006年（平成18年）11月7日、強風によりエノキが倒壊。2011年（平成23年）11月に2代目双樹が植樹された。
- 敷地内に御土居跡が残る。
- 通学区が中京区、上京区、北区にまたがる。

## 沿革
- 1947年（昭和22年）5月 京都市立第二商業学校内に併設開校[1]。
- 1948年（昭和23年）4月 第二商業学校が移転、単独校となる[2]。
- 1994年（平成6年）11月 「双樹」が京都市立学校名木百選に選定される[3]。

## 周辺
- 法輪寺（だるま寺）
- 京都西ノ京伯楽郵便局
- 西大路通
  - 円町交差点
- 大将軍交差点

## 出身者
- 瞳みのる（元ザ・タイガースドラマー、音楽研究家）
- 岸部一徳（元ザ・タイガース、俳優）
- 森本太郎（元ザ・タイガース、音楽プロデューサー）
- 天山広吉（プロレスラー）
- 清川栄治（元プロ野球選手）
- 中野湧大（お笑い芸人、無限ペンギン）

## 交通アクセス
- 西日本旅客鉄道（JR西日本）山陰本線 円町駅から北へ400m（徒歩5分）。
- 京都市営バス15・26・203・204・205・臨 立命館大学前・臨 西大路四条系統「北野中学前」停留所・西日本ジェイアールバス高雄・京北線「大将軍」停留所下車（徒歩1分）。